# 根葉粉蚜
根葉粉蚜（学名：Aneocia corni）为短痣蚜科短痣蚜屬下的一个种。